# 日本語のために
『日本語のために』（にほんごのために）は、丸谷才一の評論、随筆。

## 概要
1974年8月30日、新潮社より刊行された。装丁は辰巳四郎。翌年11月までの間に15万2000部を記録した。1978年10月27日、新潮文庫として文庫化された。
2011年3月1日、『完本 日本語のために』が新潮文庫として新たに出版される。『完本』は、本書と『桜もさよならも日本語』（新潮社、1986年）とを併せ、一部を除いて再編集したものである。湯川豊による聞き書き「日本人はなぜ日本語論が好きなのか」が新たに収録された。
なお本書（オリジナル）の電子書籍版が2002年3月1日より配信されている。

## 内容
国語教科書批判
『朝日新聞』1970年9月14日～11月16日に掲載された。「子供に詩を作らせるな」「よい詩を読ませよう」「中学生に恋愛詩を」「文体を大事にしよう」「子供の文章はのせるな」「小学生にも文語文を」「中学で漢文の初歩を」「敬語は普遍的なもの」「文学づくのはよさう」「文部省にへつらふな」の全10回。
未来の日本語のために
『中央公論』1964年3月号に掲載された。その後『梨のつぶて』（晶文社、1966年）に収録された。『マタイによる福音書』第6章26節から31節までの文語訳（大正6年）と口語訳（昭和29年）を全文引用して論じている。後者について丸谷は、「極めて劣悪」「イエスの口から断じて出るはずがない、平板で力点がなくて、たるみにたるんでゐる駄文」と評した。
現在の日本語のために
『新潮』1972年5月号に掲載された。
当節言葉づかひ
『小説サンデー毎日』1973年1月号～12月号に掲載された。「総理大臣の散文」「娘たち」「片仮名とローマ字で」「江戸明渡し」「敬語はむづかしい」「電話の日本語」「泣虫新聞」「テレビとラジオ」「最初の文体」「タブーと言霊」「字体の問題」「日本語への関心」の12編のエッセイ。『完本 日本語のために』にはこれらのエッセイは収録されなかった。「総理大臣の散文」とは、自民党総裁選挙の前月、1972年6月20日に出版された田中角栄の『日本列島改造論』を指す。